# Falslev-Vindblæs Sogn
Falslev-Vindblæs Sogn er et sogn i Hobro-Mariager Provsti (Århus Stift). Sognet ligger i Mariagerfjord Kommune; indtil Kommunalreformen i 1970 lå det i Onsild Herred (Randers Amt). I Falslev Sogn ligger Assens Kirke, Falslev Kirke og Vindblæs Kirke
15. august 2011 blev sognet dannet ved sammenlægning af Falslev Sogn og Vindblæs Sogn,
I Falslev-Vindblæs Sogn findes flg. autoriserede stednavne:
- Ajstrup
- Assens (bebyggelse, ejerlav)
- Cimbria (bebyggelse)
- Falslev (bebyggelse, ejerlav)
- Falslev Hede (bebyggelse)
- Falslev Mark (bebyggelse)
- Haderup
- Hadsund Syd
- Hadsundbroen (bro)
- Lystrup
- Nebstrup
- Norup
- Norup Søndermark
- Norup Østermark
- Simonshøj (bebyggelse)
- Skarodde (areal)
- Slesvig (bebyggelse)